# Le Printemps de Varsovie
Le Printemps de Varsovie est le 50e roman de la série SAS, écrit par Gérard de Villiers et publié en 1978 dans la collection Plon (Presses de la Cité). Comme tous les SAS parus au cours des années 1970, le roman a été édité lors de sa publication en France à 50 000 exemplaires.
L'action se déroule en décembre 1977, essentiellement en Pologne (Varsovie) et, pour l'introduction, en Autriche (Vienne).
Le titre est un clin d'œil au Printemps de Prague.
En pleine guerre froide, Malko Linge est envoyé à Varsovie pour tenter de découvrir si un intellectuel se présentant comme un opposant au régime communiste est vraiment un dissident, ou s'il est un agent du gouvernement chargé de recenser les dissidents qui le contactent.

## Contexte politico-économique de la Pologne en 1977-1978
En 1976, l'inflation atteint un taux de 60 %. Les difficultés économiques s'aggravant, le gouvernement introduit des tickets de rationnement notamment pour le sucre. L'agitation ouvrière persiste, et est réprimée violemment en 1976 après les manifestations de Radom, de Plock et d'Ursus.
L'évêque de Cracovie Karol Wojtyła n'a pas encore été élu pape sous le titre de Jean-Paul II. Le syndicat indépendant Solidarność ne sera créé que deux ans et demi plus tard en 1980 et Lech Wałęsa est inconnu.

## Personnages principaux

### Américains et alliés
- Malko Linge : héros du roman, Autrichien, agent contractuel de la CIA.
- Hank Bower : chef de l'antenne de la CIA à Vienne.
- Cyrus Miller : chef de l'antenne de la CIA à Varsovie.

### Polonais
- Julius Zydowski : antiquaire juif, d'origine polonaise, vivant à Vienne.
- Roman Ziolek : intellectuel et dissident polonais, objet de l'enquête de Malko.
- Anne-Liese Malsen : agent des services secrets polonais.
- Wanda Michnik : opposante au régime communiste ; contact de Malko à Varsovie.
- Maryla Nowicka : gynécologue ; opposante au régime communiste.
- Jacek Pajdak : prêtre polonais.
- Stanilas Pracek : agent polonais du SB.
- Halina Rodowisz : ancienne maîtresse de Roman Ziolek.

## Résumé

### Début du roman
On est en décembre 1977 à Vienne. Malko rencontre le vieux Julius Zydowski, un antiquaire qui lui a donné rendez-vous. Le vieil homme veut lui parler de l'intellectuel Roman Ziolek qui tente à Varsovie de rameuter les opposants au régime soviétique. Il est 19 h et demande à Malko de revenir le voir dans deux heures. Une fois Malko parti, deux agents de l'Est se présentent chez Julius et tentent de le faire parler. Devant la résistance de l'antiquaire, ils le placent dans une vierge de fer. Ils ignorent qu'une fois le mécanisme mis en route, on ne peut pas l'arrêter : Julius est broyé par les pointes en fer du mécanisme. Pour faire croire à un attentat du Mossad, ils écrivent en lettres de sang un mot hébreux (« NEKAMA ») qui évoque la vengeance à l'encontre des anciens SS. Quand Malko revient voir l'antiquaire à 21 h, il le découvre mort (chapitres 1 et 2).
Un entretien a lieu avec Hank Bower, le chef de l'antenne de la CIA à Vienne. Il en découle qu'on ne peut pas exclure une action des services secrets israéliens, ou encore une vengeance d'un acquéreur d'un des objets vendus par l'antiquaire (Julius vendait pour antiques des pièces récentes). Mais Malko a une autre théorie. Rencontrant Ned, un agent de la CIA licencié pour cause de « compression d'effectifs », il lui demande de procéder à la détection de micros dans la maison de Julius Zydowski. Effectivement, des micros sont découverts. Ont-ils été posés par les services secrets polonais (le « SB » - Służba Bezpieczeństwa), est-allemands ou russes ? Puis Malko montre des photos d'agents connus du SB à un libraire travaillant en face du domicile de Julius : l'homme reconnaît deux hommes (dont un s'appelle Stanilas Pracek) qui se sont rendus la veille au soir chez l'antiquaire. Tout concorde : Malko dispose de la preuve d'écoutes illégales et du témoignage montrant une action des services polonais. Malko reparle de l'affaire à Bower. Puisqu'il est possible qu'on ait voulu faire taire Julius qui menaçait éventuellement la couverture de Roman Ziolek, la CIA décide d'envoyer Malko à Varsovie pour tenter de découvrir si Roman Ziolek, qui se présente comme un opposant au régime communiste est vraiment un rebelle, ou s'il est un agent du gouvernement chargé de recenser les opposants qui viennent à lui (chapitres 3 à 5).

### Aventures
Malko arrive donc à Varsovie.
L'antenne de la CIA à Varsovie lui donne un contact : Wanda Michnik, qu'il doit rencontrer lors d'un spectacle à l'opéra de Varsovie. Mais dès son arrivée à l'opéra, il est « tamponné » par une belle femme qu'il soupçonne d'être une agente chargée de le surveiller. Ils font connaissance ; elle lui dit s'appeler Anne-Liese. À la fin du spectacle, Malko rencontre Wanda, mais elle est emmenée par la police. Malko suit avec un taxi la voiture qui a emmené Wanda. Il parvient à la libérer et ils ont un entretien. La jeune femme a peur d'être découverte. Elle se faire renverser par une voiture quelques instants après leur rendez-vous : étendue sur l'asphalte, elle est inanimée. Malko recherche un taxi et quand il revient sur les lieux une dizaine de minutes après, le corps de Wanda a disparu ! (chapitres 6 et 7).
Le lendemain, rentré à l'ambassade, Malko demande à connaître les noms d'opposants au régime qui n'ont pas « suivi » Roman Ziolek. Trois noms sortent de l'ordinateur, dont un homme qui est mort. Il demande aussi à en savoir plus sur Anne-Liese. Il apparaît que cette jeune femme est effectivement un agent des services secrets polonais, sans doute chargée de surveiller étroitement Malko. Malko décide d'aller interviewer Maryla Nowicka, une gynécologue qui est l'un des deux noms détectés par l'ordinateur. La femme lui donne rendez-vous dans un cinéma. Il lui explique sa mission et l'hypothèse d'une traîtrise de Roman Ziolek. La jeune femme lui répond qu'elle sait depuis longtemps que Ziolek est un traître communiste. Maryla lui donne les coordonnées de Jacek Pajdak, un prêtre, qui pourra le mettre en relation avec Halina, l'ex-maîtresse de Roman Ziolek : elle seule pourra lui donner des éléments concrets. En rentrant le soir à l'hôtel, Malko se fait de nouveau « harponner » par Anne-Liese, mais il sait désormais que penser à son sujet (chapitres 8 à 10).
Malko a été suivi et les agents du SB l'ont vu converser longuement avec Maryla. Une fois Malko parti, Maryla est arrêtée et placée en détention. Elle est torturée par le capitaine Stanilas Pracek qui fait appel à un dentiste, qui perce l'émail des dents jusqu'aux racines. Épuisée, Maryla ne parle pas. Elle est alors plongée nue dans l'eau glacée d'un lac près de Varsovie. Elle meurt d'un choc hypothermique. Pendant ce temps, Malko poursuit ses recherches et retrouve celle qui, en 1944, était la petite amie de Ziolek : Halina. Il fait sa connaissance et lui révèle le but de sa visite. Elle propose un rendez-vous le lendemain. Quelques heures après, un dénommé Jerzy vient voir Malko et lui demande de venir rencontrer Maryla. Il l'emmène en voiture jusqu'au lac où Maryla est morte de froid (chapitres 11 à 15).